# Wacław Bliziński
Wacław Bliziński (ur. 28 lipca 1870 w Warszawie, zm. 21 października 1944 w Częstochowie) – ksiądz prałat, założyciel instytucji spółdzielczych, kulturalnych i oświatowych, działacz społeczny i polityk ludowy, spółdzielca; proboszcz w Liskowie k. Kalisza, działacz ludowy; poseł (1919–1922) i senator (1938–1939).

## Życiorys
Był synem Mateusza i Magdaleny z Warychowskich (wychowanki sióstr Szarytek z Przasnysza). Wychowany do życia zgodnie z zasadami chrześcijańskimi i szacunku do tradycji narodowych.
W 1879 roku rozpoczął naukę w gimnazjum, z którego został relegowany za manifestowanie patriotyzmu. W 1887 roku wstąpił do Wyższego Seminarium Duchownego we Włocławku, gdzie był jednym z założycieli i redaktorów tygodnika „Lustro”. W sierpniu 1892 roku otrzymał święcenia kapłańskie z rąk ks. biskupa Aleksandra Bereśniewicza, następnie został wysłany na parafię do Zagórowa, w grudniu 1892 roku do Cieszęcina w powiecie wieluńskim i kolejno do Włocławka na stanowisko wikariusza katedry i urzędnika Konsystorza Generalnego. Po sześciu latach został skierowany na probostwo do Liskowa, gdzie przybył 5 stycznia 1900. Spotkał się tam z niechętnym przyjęciem, które dzięki swojemu zaangażowaniu w pracę społeczną, oświatową i kulturalną z biegiem lat zmieniło się w podziw i głębokie przywiązanie. Szczególną troską otaczał dzieci pozbawione rodziców. Założył sierociniec, szkoły, kółko rolnicze, dom ludowy, ośrodek zdrowia, sklep i kasę kredytową.

## Działalność polityczna

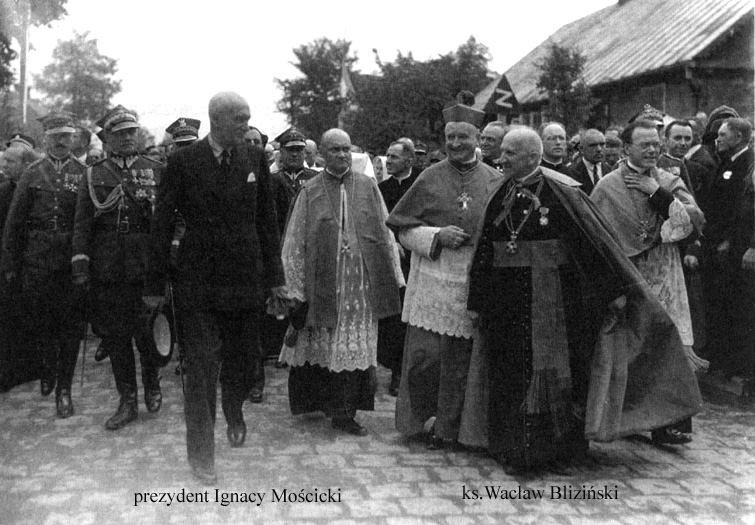
Wizyta prezydenta Ignacego Mościckiego w Liskowie (1937)

Był pracownikiem Komitetu Ofiary Narodowej Tymczasowej Rady Stanu. 
Był współtwórcą i prezesem Rady Naczelnej Zjednoczenia Ludowego (1916–1917), a następnie posłem na Sejm Ustawodawczy z ramienia utworzonego i kierowanego przez siebie Polskiego Zjednoczenia Ludowego (partii zarejestrowanej w 1919 pod nazwą Narodowego Zjednoczenia Ludowego). W Sejmie Ustawodawczym był członkiem klubu Narodowego Zjednoczenia Ludowego. Brał udział w pracach komisji: Ochrony Pracy, Opieki Społecznej (przewodniczący), Skarbowo-Budżetowej, Spółdzielczej i Zdrowia Publicznego. Wnioskodawca Ustawy o opiece społecznej (1923), uchwalonej przez Sejm I kadencji.
W czasie wojny w 1920 roku został członkiem Obywatelskiego Komitetu Wykonawczego Obrony Państwa w 1920 roku. Był także delegatem Sejmu do Stanów Zjednoczonych (1921).
Pełnił funkcję Dyrektora Departamentu Opieki Społecznej w Ministerstwie Pracy i Opieki Społecznej. Od 1937 roku pracował w Prezydium Organizacji Wiejskiej Obozu Zjednoczenia Narodowego, a potem w Radzie Głównej OZN.
Z nominacji prezydenta Ignacego Mościckiego został senatorem V kadencji (22 listopada 1938). Był wiceprezesem Sądu Marszałkowskiego i członkiem komisji: administracyjno-samorządowej i budżetowej.
Wybuch II wojny światowej zmusił księdza do opuszczenia swojej parafii, ponieważ został umieszczony na liście osób przewidywanych do aresztowania (niem. Sonderfahndungsbuch Polen). Choroba, która zakończyła życie kapłana, zastała go w Częstochowie. Zgodnie z jego wolą doczesne szczątki kapłana spoczęły na cmentarzu w Liskowie (14 września 1947).

## Ordery i odznaczenia
- Krzyż Komandorski z Gwiazdą Orderu Odrodzenia Polski (1937)
- Krzyż Komandorski Orderu Odrodzenia Polski (2 maja 1923)[10][11]
- Złoty Krzyż Zasługi (6 sierpnia 1936)[12]

## Uznanie dorobku
Aktywizacja mieszkańców Liskowa, które stało się symbolem odrodzenia wsi polskiej i zaszczepienie tych doświadczeń w wielu rejonach odradzającej się Polski, a także likwidacja negatywnego stereotypu chłopa.
Dzięki jego działaniom zorganizowano po raz pierwszy na wsi Kongres Eucharystyczny Diecezji Włocławskiej (Lisków 1938).
Za swoją pracę znalazł uznanie w oczach władz kościelnych i państwowych. Honorowany kolejno: mianowaniem kanonikiem honorowym kapituły kaliskiej (1913), kanonikiem gremialnym (1922), a następnie prałatem-kustoszem (1925), papież Pius XI mianował go w 1934 swoim prałatem domowym. Był też laureatem nagrody Polskiej Akademii Umiejętności im. Jerzmanowskich za działalność humanitarną (1935).
Jego imieniem 5 września 2001 nazwano gimnazjum w Liskowie.

## Publikacje
- ks. Wacław Bliziński, Wspomnienia z mego życia i pracy, wyd. Kaliskie Towarzystwo Przyjaciół Nauk, ISBN 83-85638-49-0.
- ks. Wacław Bliziński, Przyszedłem wam przychylić nieba i chleba: listy, rękopisy, wystąpienia, wyd. Edytor Kalisz, ISBN 83-922394-6-6.
- ks. Wacław Bliziński, Wspomnienia z mego życia i pracy, (Wyd. 2 zm. i uzup.) wyd. Klinika Języka, ISBN 978-83-64197-36-9.